# Folioceros dixitianus
Folioceros dixitianus là một loài rêu trong họ Anthocerotaceae. Loài này được Mahab. D.C. Bhardwaj mô tả khoa học đầu tiên năm 1975.